# Луле (коммуна)
Луле́ (фр. Loulay) — коммуна во Франции, находится в регионе Пуату — Шаранта. Департамент коммуны — Шаранта Приморская. Входит в состав кантона Луле. Округ коммуны — Сен-Жан-д’Анжели.
Код INSEE коммуны — 17211.

## Население
Население коммуны на 2010 год составляло 786 человек.
| 1962 | 1968 | 1975 | 1982 | 1990 | 1999 | 2010 |
| ---- | ---- | ---- | ---- | ---- | ---- | ---- |
| 702  | 764  | 667  | 728  | 786  | 759  | 786  |